# Türkischrotfärbung

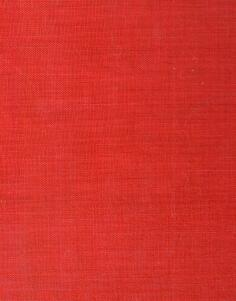
Muster türkischrot gefärbter Baumwolle

Als Türkischrotfärbung oder auch Türkisch Rotgarn, Adrianopelrot oder Indischrot wurde im 18. und 19. Jahrhundert eine leuchtend rot gefärbte Baumwolle bezeichnet. Als Farbstoff dienten die getrockneten und gemahlenen Wurzeln des Färberkrapps (botanisch Rubia tinctorum), die einen hohen Anteil des Farbstoffs Alizarin enthalten. Entscheidend für den Farbton war ein aufwändiges Verfahren, das es möglich machte, licht- und waschechte Rotfärbungen der Baumwolle herzustellen. Frühere Verfahren zur Färbung von Schafwolle mit dem Färberkrapp ergaben lediglich einen stumpfen, braun- bis ziegelroten Ton, das sogenannte „Krapprot“. Der Ton variiert je nach Herstellverfahren.
Die Bedeutung der Türkischrotfärbung nahm mit der Erfindung und Verbreitung des synthetischen Alizarins sukzessive ab.

## Herstellverfahren

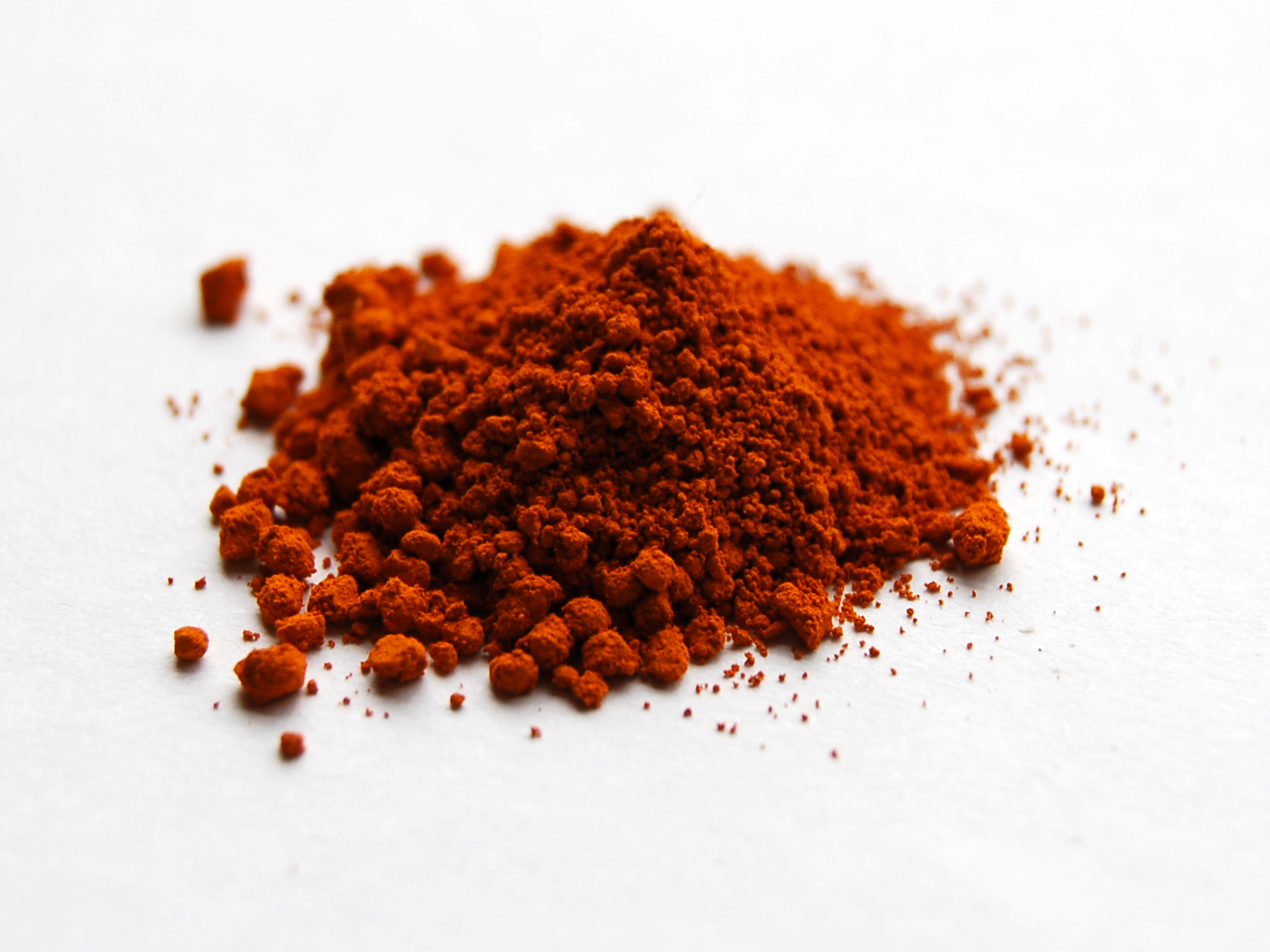
Alizarin

Das ursprüngliche Verfahren bestand aus bis zu zwanzig Einzelschritten, die zum Teil mehrmals wiederholt wurden und mehrere Arbeitstage in Anspruch nahmen. Wesentlich war der Einsatz von Schaf- oder Kuhmist, ranzigem Öl, sogenanntem Tournant- oder Gallipoliöl und Rinderblut. Mit der Zeit fand man heraus, dass einzelne Schritte unnötig waren. 1868 gelang es den Chemikern Carl Graebe und Carl Liebermann von den Farbwerken Hoechst, den Farbstoff für dieses hochstehende Rot synthetisch herzustellen. Der Alizarin benannte Farbstoff verdrängte in kurzer Zeit das alte mühsame Verfahren. Mit der Alizarinsynthese eröffnete sich die Badische Anilin- und Soda-Fabrik (BASF) den Zugang zum Weltmarkt.

### Verfahrensschritte
Der Chemismus der Türkischrotfärbung mittels Krapp ist nie vollkommen geklärt worden. Der Wert einzelner Färbeoperationen wie die Kuhkotbeize und der Einsatz von Tierblut wird heute angezweifelt. Um ein einwandfreies Rot zu erreichen, werden heute noch folgende sechs Operationen als notwendig erachtet:
1. Ölen (Imprägnieren der Fasern mit Fettsäuren)
2. Beizen (Zusatz von Tonerde und Kalk)
3. Fixieren
4. Färben (Beigabe von Krappwurzelpulver und langsame Erhöhung der Temperatur des Färbebades auf 90–95 °C)
5. Dämpfen
6. Avivieren (mehrmaliges Kochen in einer Seifenlösung, meist unter Beigabe von ein wenig Zinnsalz)

Erst der letzte Schritt, das Avivieren, wandelt das stumpfe Braunrot in das leuchtende, farbechte, feurige Rot um.
Eine umfassende Beschreibung der Prozeduren erstellte Samuel Jenny, Türkischrot-Fabrikant in Hard b. Bregenz, Österreich, 1868, also im Jahr der Erfindung des künstlichen Alizarins. Er erhielt für seine Arbeit die Auszeichnung 1. Klasse der Société Industrielle de Mulhouse.

## Geschichte
Färben und Bedrucken von Textilien hat eine lange Geschichte. Schon vor Einführung der Türkischrotfärbereien entstanden in Europa Manufakturen, die Textilien in allen Farben herstellten. Die erste europäische Zeugdruckerei, die nach indischer Manier buntfarbige Stoffe erzeugte, wurde 1678 in Amsterdam durch den Hugenotten Jacob ter Gouw gegründet.
Große Bedeutung erlangten die Zeugdruckereien, die sogenannte Indiennes herstellten. Die Indiennedruckereien druckten mit Krapprot; nach der Einführung der Türkischrotfärberei in Europa wendeten sie ebenfalls dieses neue Verfahren an.
Es gab Betriebe, die sich nur auf die Färberei konzentrierten, während andere alle oder mehrere Stufen der Textilverarbeitung, das heißt Spinnerei, Bleicherei, Färberei, Buntweberei und/oder Druckerei sowie Vermarktung, beherrschten.
Das Verfahren der Türkischrotfärberei wurde in Kleinasien erfunden und verbreitete sich nach Indien. Um 1747 gelang es französischen Fabrikanten, Griechen aus Smyrna, die die Technik beherrschten, zur Niederlassung in Südfrankreich (Aubenas en Vivarais) zu bewegen. Eine erste Beschreibung des Verfahrens veröffentlichte Henri Louis Duhamel du Monceau bereits im Jahre 1757.
Zur Belebung der Wirtschaft machte die französische Regierung, die unterdessen das Fabrikationspatent erworben hatte, die Rezepturen 1765 öffentlich. Schon wenige Monate später wurde das Wissen in Darnétal angewandt. In Rouen und Umgebung entstand ein Mittelpunkt dieser Färbetechnik. Von den Rouenern entlassene Griechen gründeten Fabriken im Elsass, konkurrierten mit ihnen und waren ihnen später technisch und qualitativ überlegen. Vom Elsass aus verbreitete sich die Industrie nach der Schweiz, Württemberg, dem Rheinland und Westfalen, vorzugsweise nach Elberfeld und Hagen, dann nach Vorarlberg und Russland. Ein weiteres europäisches Zentrum dieses Färbeverfahrens entstand in Schottland. In der Schweiz entstand die erste Türkischrotfärberei 1784 im Drahtschmiedli in Zürich.
Die hochstehende europäische Türkischrotfärberei verdrängte den Import von gefärbten Garnen und bedruckten Stoffen aus dem Orient. Die industrielle Fertigung und das Eingehen auf die Kundenbedürfnisse in den Exportmärkten, d. h. die Übernahme von deren Mustern und Kleidermoden, führte zu einem regen weltweiten Handel an Tuchen.
Anfänglich wurde lediglich Garn gefärbt (Strangfärberei). Dieses Garn war von großer Bedeutung in der Buntweberei. Ab 1811 fand durch Daniel Köchlin-Schouch (Mühlhausen) die Tuchfärberei (Stückfärberei) größere Verbreitung. Bahnbrechend war Köchlins Erfindung des Buntätzdruckes, d. h. die stellenweise Zerstörung des Türkischrotlackes durch Bedrucken mit Weinstein- und später auch Arsensäure und der gleichzeitigen Applikation anderer Farbtöne.
Die Färberei war nicht unproblematisch. Die Verfahren waren nicht hygienisch und gefährdeten die Gesundheit der Arbeiter. Die Umwelt wurde durch Gerüche und Wasserverschmutzung beeinträchtigt. So schreibt Wanner, der Betrieb einer der ersten Türkischrotfärbereien der Donaumonarchie, die 1819 von Christian Getzner in Feldkirch gegründet wurde, habe zum ersten bekannten „Umweltskandal“ Vorarlbergs geführt.
Die Klärung der Färbereiabwässer war und bleibt bis heute ein Problem. Dabei geht es nicht nur um den Umweltschutz, sondern auch immer um den Erhalt von Arbeitsplätzen.

## Produktionsanlagen

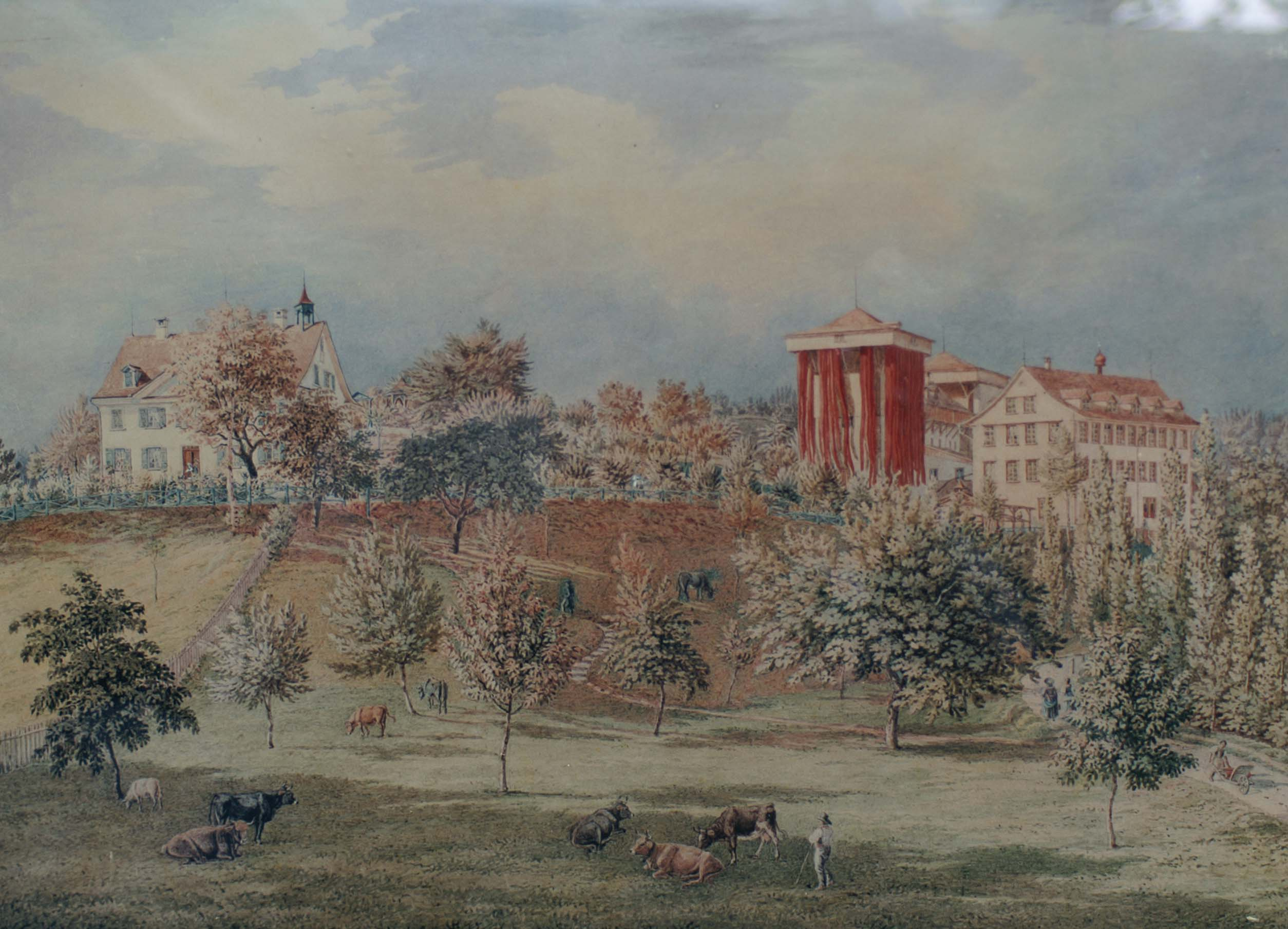
Türkischrotfärberei und -druckerei J. J. Kelly in Mettendorf, Gossau SG (Aquarell von Elisabeth Kelly, um 1850)

Die Bezeichnung Türkischrotfärberei oder Rotfarb war auch für die Produktionsanlagen üblich. Da die Färbeverfahren viele unterschiedliche Prozesse benötigten, wurden viele entsprechend ausgerüstete Räume benötigt. Bei größeren Fabriken wurden besondere Gebäude errichtet und so entstanden weitläufige Fabrikanlagen. Wahrzeichen von Türkischrotfärbereien waren die Trockentürme oder „Hängetürme“, auch „Lufthängen“ genannt. Die bis 15 m hohen Gebäude prägten lange Zeit das Landschaftsbild. Typische Beispiele finden sich noch heute in der Schweiz in St. Gallen, Diessenhofen und Ennenda.
Brände kamen in der Türkischrotindustrie sehr oft vor. Eine häufige Ursache war die Selbstentzündung der geölten Tücher in der Heißhänge, d. h. wenn die Trockentürme mit den darin aufgehängten Tüchern bei schlechtem Wetter beheizt wurden. Mit dem Niedergang der Türkischrotfärberei wurden etliche Trockentürme abgebrochen und das Material für andere Bauten wieder verwendet.
Die Besitzer der Fabriken wohnten oft in der Nähe ihrer Fabrik. Viele dieser stattlichen Fabrikantenvillen wurden im Stil des Klassizismus (Biedermeier) erbaut und zeugen noch heute vom Wohlstand der Erbauer.

## Wirtschaftliche Bedeutung

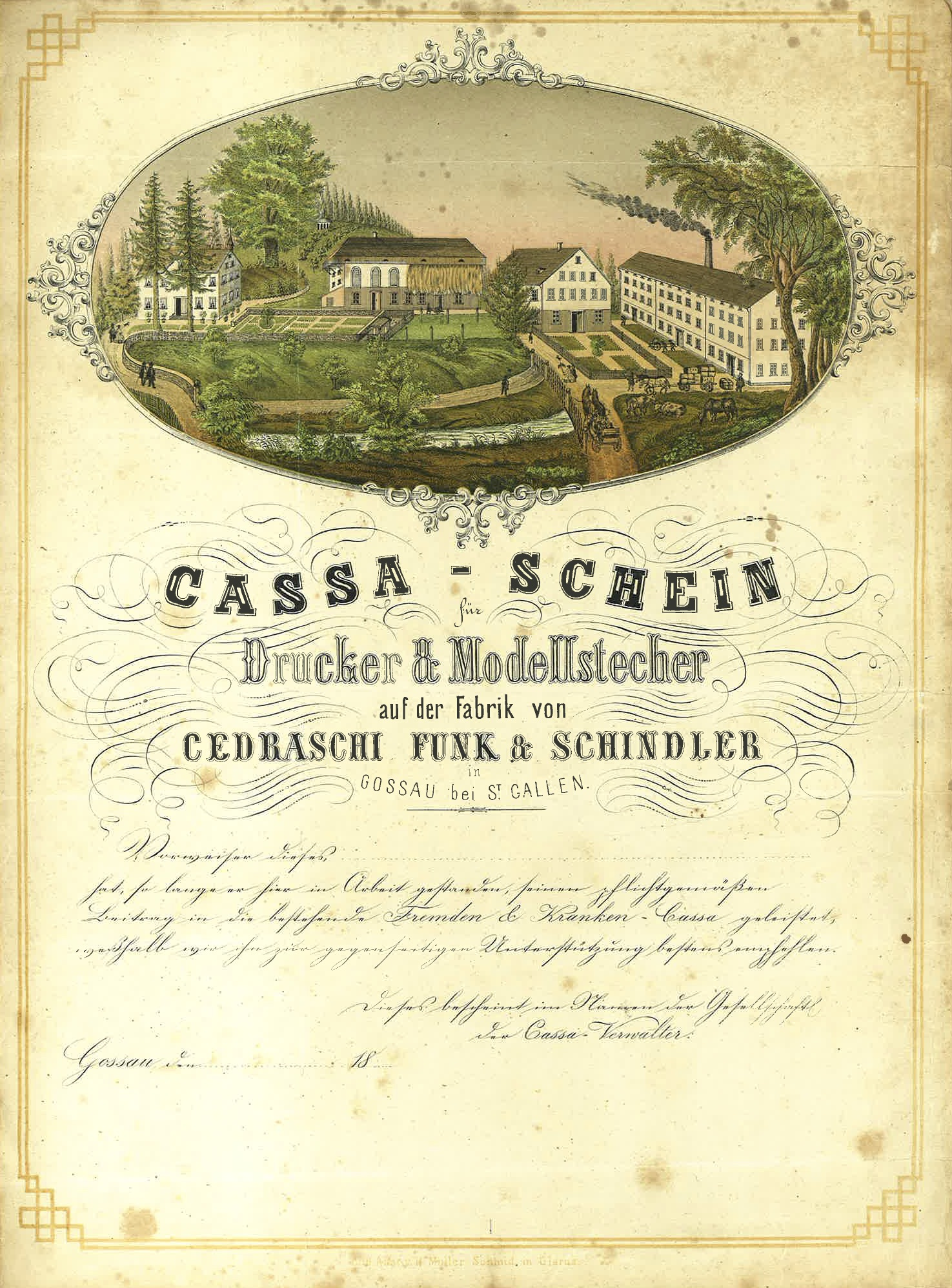
Cassa-Schein

Die Türkischrottuchfärberei mit der von ihr abhängigen Zeugdruckerei wurde zu einer der wichtigsten Frühindustrien. In vielen Gegenden Europas waren diese Industrien die Basis für eine florierende Wirtschaft, die Anfang des 18. Jahrhunderts mit der Vorgängerindustrie (Protoindustrie), der Indienne-Druckerei, begründet worden war.
Die Türkischrotdruckerei wird als exemplarisches Beispiel früher Kapitalkonzentration betrachtet und es wird darauf hingewiesen, dass deren Arbeiter einen nicht zu vernachlässigenden Teil des Proletariats im 19. Jahrhundert bildeten.
Arbeiter von Türkischrotdruckereien gehörten zu den Ersten, die genossenschaftlich organisierte Sozialversicherungen einführten. Weil diese Kassen von den Unternehmern meist gefördert wurden, gelten sie als ein frühes Beispiel betrieblicher Sozialpolitik. Die Hilfskassen der Drucker und Modelstecher unterstützten ihre Mitglieder und deren Familien bei Unfall, Krankheit und Tod. Da die Mitgliedschaftsurkunden jeweils mit der Abbildung der Fabrikanlagen illustriert wurden, dokumentieren die Kassa-Scheine Fabrikanlagen, die oft nicht mehr existieren.
Die Türkischrotfärberei prägte auch die Landwirtschaft in weiten Gebieten. Mit der Verbreitung der Industrie nahm der Bedarf an Krapp stetig zu und erlangte insbesondere in Frankreich große Bedeutung. Vor der Erfindung des künstlichen Alizarins war der Krappanbau insbesondere in Frankreich und den Niederlanden ein wichtiger Kulturfaktor. 1840 wurde Krapp in Frankreich auf 14.674 ha angebaut und jährlich wurden mehr als 16.000 t Wurzeln produziert. Der Wechsel vom Krapp zum künstlichen Alizarin hatte auch in Deutschland enorme volkswirtschaftliche Auswirkungen. Der Nutzen der Erfindung wurde 1914 auf eine Milliarde Reichsmark geschätzt.
Farbechtheit und Türkischrot waren noch bis ins 20. Jahrhundert ein fester Begriff und eingetragenes Warenzeichen.

## Museen

### Frankreich
- Musée de l’impression sur étoffes, Mulhouse[44]

### Österreich
- Textildruckmuseum Mittelweiherburg in Hard am Bodensee[45]

### Schweiz
- Museum des Kanton Glarus, Freulerpalast, Näfels – Abteilung Glarner Textildruck[46]
- Museum Kunst + Wissen, Diessenhofen[47]
- Greuterhof, Islikon TG
- Museum Burghalde Lenzburg[48]
- Glarner Wirtschaftsarchiv, Schwanden GL[49]

## In Literatur und Kunst
- Christiane Gibiec: Türkischrot. Historischer Kriminalroman Köln 2003, ISBN 3-89705-161-3.
- Ingo Schmid: Türkisch Rot. Rauminstallation, 1998 in Nürtingen.[50]
- Theaterstück Türkischrot der Theatergruppe Villa Paletti in Eitorf.[51]
- Stéphanie Baechler, Kunstaktion Tröckneturm Schönenwegen, St. Gallen, 23.8.2024 – 7.9.2024, Publikation mit sämtlichen noch existierenden Tröcknetürme der Schweiz: Forget me not – Vergiss mich nicht, Amsterdam 2024, ISBN 978-90-833756-2-5

### Geschichte
- Fedor Felsen: Türkischrot und seine Konkurrenten. Berlin 1911.
- Koechlin-Schouch: Bulletin de la Société industrielle de Mulhouse. Mulhouse 1828.
- Jean-Antoine Claude Chaptal: Die Kunst türkischroth zu färben. Aus dem Französischen, Aarau 1807 (Originaltitel: Art de la peinture du coton en rouge).
- W. Wescher: Grosse Lehrer der Färbekunst im Frankreich des 18. Jahrhunderts. In: Ciba-Rundschau. Nr. 22, Basel 1938, S. 783–799.
- Johann Michael Hausmann: Beobachtungen über das türkische Roth. In: Magazin für Färber, Zeugdrucker und Bleicher oder Sammlung der neuesten und wichtigsten Entdeckungen, Erfahrungen und Beobachtungen zur Beförderung und Vervollkommnung der Wollen-, Seiden-, Baumwollen- und Leinenfärberei, der Zeugdruckerei und der Kunst zu bleichen. hrsg. von Sigismund Friedrich Hermbstaedt, Berlin 1803 (Übersetzung von Observations sur le Rouge d’Adrianople. In: Annales de Chimie etc. Band 12, Paris 1792).
- Claude-Louis Berthollet: Eléments de l’art de la teinture. Band 2, Paris 1791.
- Johann Gottfried Dingler (Hrsg.): Magazin für die Druck-, Färbe- und Bleichkunst. 4 Bände, Augsburg 1815–1820.
- J. C. Leuchs: Der wolfeile Färber und Colorist. Nürnberg 1851, S. 73–83 (Digitalisat)
- K. Reinking, S. Atayolu: Zur Entstehung und Frühgeschichte des Türkischrots. In: Melliand Textilberichte. 18 (1937), S. 382–384 und S. 459–460.
- Jaqueline Jacqué (Hrsg.): Andrionole. Le rouge magnifique. De la teinture à limpression, ne cotonade à la conquete du monde. Mulhouse 1995.
- Gustav Schaefer: Zur Geschichte der Türkischrotfärberei. In: Ciba-Rundschau. Nr. 47, Basel 1940, S. 1723–1732.
- Gustav Schaefer: Der Anbau und die Veredelung der Krappwurzel. In: Ciba-Rundschau. Nr. 47, Basel 1940, S. 1714–1722.
- R. Haller: Zum Chemismus und zur Technik der Türkischrotfärberei. In: Ciba-Rundschau. Nr. 47, Basel 1940, S. 1733–1737.
- Gustav Schaefer: Die Rothölzer. In: Ciba-Rundschau. Nr. 10, Basel 1937, S. 341–348.
- Christian Gottlob Hilscher: Vom Anbau und Commerce des Krapps oder der Färberröthe in Deutschland, als eines sehr nützlichen Landesproducts das bey Manufacturen und in Färbereyen höchst nützlich und unentbehrlich ist. Leipzig 1779.
- Samuel Jenny, Mémoire sur la fabrication du rouge d’Andrinople, présenté par M. Jenny, et traduit de l’allemand par M. Rosenstiehl, (Anm.: M. = Monsieur) Dr. Samuel Jenny, Hard bei Bregenz, Prof. Auguste Rosenstiehl, Mulhouse. In Bulletin de la Société Industrielle de Mulhouse, Band 38, Sept./Okt. 1868, Seiten 747–836 (Digitalisat)
- Julie Wertz. Turkey Red, Great Britain 2024, ISBN 978-1-350-21651-8, eBook 978-13502-1653-2

### Länderspezifische Literatur

#### Schweiz
- Alice Dreyer: Les toiles peintes en pays neuchâtelois. Imprimerie Delachaux et Niestlé, Neuchâtel 1923, OCLC 947179 (Dissertation (Thèse) Université de Neuchâtel 1923).
- Hans Rudolf Maurer: Kleine Reisen im Schweizerland. Zürich 1794, S. 286–294: Die Baumwollentuecher & Trukereyen. Beschreibung der Zürcher Baumwolldruckerein im Hard und Letten (Digitalisat)
- Peter Tschudy: 100 Jahre Türkischrotfärberei 1829–1928. Geschichte der Firma Johann Caspar Tschudi in der „Herren“, nachmals Tschudi & Co., in Schwanden (Kt. Glarus), Türkischrotfärberei und Druckerei. Buchdruckerei Neue Glarner Zeitung, Glarus 1931, OCLC 636934484.
- Joseph Leugger: Türkischrot im Kanton Thurgau SA aus: Thurgauer Behördenkalender 1938/39. 1938.
- Textilwerke Blumenegg AG 1829–1946. Jubiläumsschrift. Goldach 1946.
- Norbert Hälg: Die Türkischrot-Druckerei im Mettendorf. In: Oberberger Blätter 1988/89. Gossau 1989.
- Jahrbuch des Oberargaus: Türkischrot-Färberei Rikli in Wangen an der Aare. Gründung 1820. S. 53–75 (Abraham Friedrich Rikli lernte die Rotfärberei in Rouen, Frankreich, sein Sohn in Elberfeld, Deutschland).
- Klaus Sulzer: Vom Zeugdruck zur Rotfärberei: Heinrich Sulzer (1800–1876) und die Türkischrot-Färberei Aadorf. Chronos, Zürich 1991, ISBN 3-905278-71-5.

#### Österreich
- Reinhard Mitterstreiter (Hrsg.): Die Tüchlebarone – Zur Geschichte der Textildruck- und Textilfärbeindustrie in Hard vom späten 18. bis zum frühen 20. Jahrhundert. Hard 1999, ISBN 3-9501103-0-5.
- Johann Slokar: Geschichte der österreichischen Industrie und ihrer Förderung unter Kaiser Franz I. Wien 1914.
- Gerhard Wanner: Vorarlbergs Industriegeschichte. Feldkirch 1990, ISBN 3-85430-125-1.

#### Deutschland
- Jacques Waitzfelder: Der Ausburger Johann Heinrich von Schüle, ein Pionier der Textilwirtschaft im 18. Jahrhundert. Leipzig 1929.
- J. R. Reichert: Kattundruckerei und Färberei. 100 Jahre Reichert Drucke. Lindau o. J.
- Rudolf Melzer: Die Färberei als kaufmännischer Eigenbetrieb. Eine Studie der Wuppertaler Türkischrot-Färberei. Martini & Grüttefien, Elberfeld 1910, OCLC 80925285 (Dissertation Universität Heidelberg, Philosophische Fakultät 26. Juli 1911).

#### Frankreich
- Henri Clouzot: Histoire de la manufacture de Jouy et de la toile imprimée en France. Paris 1928.

### Illustrationen
- Alte Pigmente: https://www.emrath.de/rest/pig_wurzelkrapp.jpg
- Türkischrot Tuch: http://mapage.noos.fr/sarto/Deutsch_plus/chapi4_fichiers/image005.jpg
- Eine Türkischrotfärberei in Barmen: http://mapage.noos.fr/sarto/Deutsch_plus/chapi4_fichiers/image004.jpg
- Türkischrotmuster (Memento vom 28. Oktober 2007 im Internet Archive)
- Kassaschein (Memento vom 28. Oktober 2007 im Internet Archive)